# Championnat de Malte de football 1962-1963
Navigation
Saison précédente Saison suivante
La saison 1962-1963 de First Division Maltaise était la quarante-huitième édition de la première division maltaise.
Lors de cette saison, le Floriana FC a tenté de conserver son titre de champion face aux sept meilleurs clubs maltais lors d'une série de matchs se déroulant sur toute l'année.
Les huit clubs participants au championnat ont été confrontés à deux reprises aux sept autres.
C'est le La Vallette FC qui a été sacré champion de Malte pour la huitième fois.
Une seule place était qualificative pour les compétitions européennes, la deuxième place étant celles du vainqueur du Trophée Rothman 1962-1963.

## Qualifications en coupe d'Europe
À l'issue de la saison, le champion a participé au tour préliminaire de la Coupe des clubs champions 1963-1964.
Le vainqueur du Trophée Rothman a pris la place pour la Coupe des coupes 1963-1964.

## Les huit clubs participants
| Club                | Stade             | Capacité | Ville      |
| ------------------- | ----------------- | -------- | ---------- |
| Birkirkara-Luxol    | Infetti Ground    | 2 000    | Birkirkara |
| Floriana FC         | -                 | -        | Floriana   |
| Hamrun Spartans     | Victor Tedesco    | 6 000    | Hamrun     |
| Paola Hibernians FC | Hibernians Ground | 8 000    | Paola      |
| Rabat FC            | -                 | -        | Rabat      |
| Sliema Wanderers FC | Guze Fava Ground  | 4 000    | Sliema     |
| St. George's FC     | -                 | -        | Bormla     |
| La Vallette FC      | -                 | -        | La Valette |

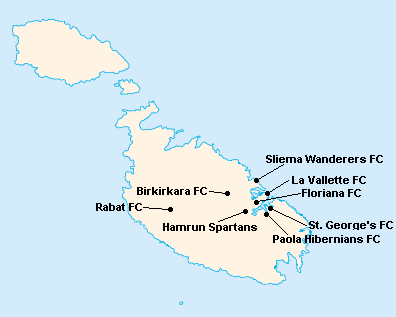
Localisation des clubs engagés dans le championnat.

L'île de Malte étant relativement petite, les clubs évoluent tous au stade National Ta'Qali (17 400 places). Certain cependant ont leur propre enceinte qu'ils peuvent éventuellement utiliser.

## Compétition

### Classement
| Rang | Équipe                  | Pts | J  | G  | N | P  | Bp | Bc | Diff |
| ---- | ----------------------- | --- | -- | -- | - | -- | -- | -- | ---- |
| 1    | La Vallette FC          | 24  | 14 | 11 | 2 | 1  | 46 | 9  | +37  |
| 2    | Paola Hibernians FC     | 21  | 14 | 10 | 1 | 3  | 35 | 11 | +24  |
| 3    | Sliema Wanderers FC (C) | 21  | 14 | 9  | 3 | 2  | 26 | 13 | +13  |
| 4    | Floriana FC (T)         | 16  | 14 | 7  | 2 | 5  | 30 | 22 | +8   |
| 5    | Hamrun Spartans         | 14  | 14 | 5  | 4 | 5  | 21 | 19 | +2   |
| 6    | St. George's FC         | 9   | 14 | 3  | 3 | 8  | 17 | 28 | -11  |
| 7    | Rabat FC (P)            | 6   | 14 | 3  | 0 | 11 | 14 | 37 | -23  |
| 8    | Birkirkara FC           | 1   | 14 | 0  | 1 | 13 | 8  | 58 | -50  |

| Légende : Qualifications et relégations | Légende : Qualifications et relégations                                                     |
| --------------------------------------- | ------------------------------------------------------------------------------------------- |
|                                         | Coupe des clubs champions 1963-1964 (Tour préliminaire)                                     |
|                                         | Coupe des coupes 1963-1964 (Tour préliminaire)                                              |
|                                         | Relégation en Second Division Maltaise                                                      |
|                                         | (T) : Tenant du titre 1961-1962 (P) : Promu en 1961-1962 (C) : Vainqueur du Trophée Rothman |

## Bilan de la saison
| Tableau d'Honneur       |                     |
| Compétition             | Vainqueur           |
| First Division Maltaise | La Vallette FC      |
| Trophée Rothman         | Sliema Wanderers FC |

| Qualifications européennes 1963-1964 |                     |
| Coupe des clubs champions            | Qualifiés           |
| Tour préliminaire                    | La Vallette FC      |
| Coupe des coupes                     | Qualifiés           |
| Tour préliminaire                    | Sliema Wanderers FC |

| Promotions et relégations            |               |
| Relégués en Second Division Maltaise | Birkirkara FC |
| Promus de Second Division Maltaise   | Melita FC     |